# Хэл Джордан
Гарольд Хэл Джордан (англ. Harold "Hal" Jordan) — супергерой вселенной DC Comics, известен как один из Зелёных Фонарей и один из основателей Лиги Справедливости. Джордан — второй герой, носящий псевдоним Зелёный Фонарь и один из самых популярных персонажей DC Comics. Был создан Гилом Кейном и Джоном Брумом в Серебряный Век комиксов и впервые появился в Showcase № 22 в октябре 1959 года и заменил оригинального Зелёного Фонаря Алан Скотта.
В 1994 году, в повести «Изумрудные сумерки» (англ. Emerald Twilight) Хэл Джордан превратился в суперзлодея Параллакса. Позже, в мини-серии «Решающий час» (англ. Zero Hour) он пытается совершить космический геноцид. В качестве Зеленого Фонаря Джордан был заменен Кайлом Райнером. В 1996 году, в кроссовер-серии «Последняя ночь» (англ. The Final Night), Джордан вернулся к своей сущности героя и пожертвовал жизнью, чтобы спасти Землю, а затем вернулся в виде духа искупления по имени Спектр. Хэл Джордан был возрожден и освобожден от прошлых преступлений в 2004 году в мини-серии «Зелёный Фонарь: Возрождение» (англ. Green Lantern: Rebirth), в которой показывается, что Параллакс был паразитом, который им овладел, а не собственной сущностью Хэла. Впоследствии Джордан вернулся в Корпус Зелёных Фонарей.
В мае 2011 года, Хэл Джордан занял 7 место в списке «Сто лучших персонажей комиксов всех времён» по версии IGN.

## Биография
Хэл рос вместе с родителями, Мартином и Джессикой Джордан, а также двумя братьями, на базе ВВС «Эдвардс». Его отец был лётчиком-испытателем в компании «Феррис Эйркрафт» и погиб во время одного из полётов. Вдохновленный примером своего отца, Хэл пошел служить в ВВС США, а позже стал работать в той же компании, что и его отец в прошлом.
Во время одного из тренировочных полётов, Хэла вынес в пустыню луч зелёной энергии к разбившемуся кораблю, где умирающий Абин Сур, член Корпуса Зелёных Фонарей, передал ему своё кольцо силы и фонарь для зарядки кольца, так как кольцо само выбрало его, увидев в нём «способность преодолеть великий страх». После первого использования кольца, Хэл потерпел поражение от инопланетного злодея по имени Легион, так как кольцо было уязвимо по отношению к жёлтому цвету. После Джордан был отправлен на планету Оа — штаб Корпуса Зелёных Фонарей, где проходил тренировки и подготавливался стать одним из защитников Вселенной и членов Корпуса. Его тренером был Киловог, а позже — коругарец Синестро, который впоследствии стал предателем и диктатором своей планеты, развязал войну против Корпуса, собрав свою собственную команду.
В качестве Зелёного Фонаря Хэл патрулировал сектор под номером 2814, который включает в себя Солнечную систему и немного выходит за её пределы. Параллельно, Хэл скрывал свою личность и продолжал работать пилотом в компании «Феррис Эиркрафт», где о нём как о Зелёном Фонаре знал только его друг, механик инуитского происхождения Томас Калмаку. Имел романтические отношения с владелицей компании, пилотом Кэрол Феррис, так же впоследствии известной как Звёздный Сапфир. После того, как Хэл был предположительно погибшим, после своей одержимости Параллаксом, Кэрол вышла замуж за другого человека.
После своего вступления в Лигу Справедливости Америки, Хэл завел друга в лице Флэша — Барри Аллена, а также других основателей, которые объединились для эффективной борьбы с угрозами Земле.
В сюжетной линии «Изумрудные сумерки», воспользовавшись отсутствием Супермена, Хэнк Хеншоу и Монгул уничтожили родной город Хэла — Кост-сити, в результате убив множество людей, в том числе родных Хэла. Вернувшись на Землю, он потерял контроль и поддался злости, и решил отомстить Монгулу, Хэншоу, и Стражам Вселенной, которые запретили Хэлу использовать кольцо для того, чтобы восстановить свой город. Гнев Джордана сделал его уязвимым для Параллакса. Убив множество членов Корпуса, включая Киловога, Будикку, Джека Ти. Ченса и многих других, а также Стражей Вселенной, Хэл разрушил планету Оа и весь штаб Корпуса Зелёных Фонарей, а после и Центральную Батарею Силы, забрав её энергию и впустив в себя запертого там Параллакса. В сюжетной линии «Решающий час» Хэл пытался перестроить Вселенную при помощи силы, которую он получил после «Кризиса на Бесконечных Землях», но был остановлен Зелёной стрелой и Кайлом Райнером.
После того, как Хэл пытался отразить атаку Пожирателя Солнц и вернуть Солнце, чтобы спасти Землю, Хэл считался погибшим. Некоторое время спустя Хэл стал хозяином Спектра — магической сущности, духа возмездия. Он помог ему окончательно избавиться от Параллакса, а после последний из Стражей Вселенной, Гансет, вернул Хэлу его тело и кольцо, отделив его от Спектра.
После последнего перезапуска вселенной DC, в сюжетной арке Justice League:Dark World. у Хела и зелёного фонаря Джессики Круз рождаются близнецы Элайза (Элей) и Брайан Джордан, которые унаследовали силы фонарей всего спектра. В выпуске Justice League: Future Элайза и Брайан возвращаются в прошлое вместе с потомками оставшихся членов Лиги Справедливости, чтобы предупредить своих родителей об угрозе, которая начнет Апокалипсис.

## Способности
У Хэла Джордана есть, как и у любого Зелёного Фонаря, Кольцо Силы, дающее ему много различных способностей и возможностей. Способности эти ограничены лишь силой воли и воображением владельца. Хэл может с помощью Кольца Силы материализовать любой предмет, который захочет; может летать, находиться в вакууме без вреда для своего организма. Хэл может стрелять (метать) из Кольца Силы лучами, дабы обезвредить противника. Остальные способности, которые даёт Зелёному Фонарю Кольцо Силы см. Силы и Способности (Зелёный Фонарь).
Кроме того, Хэл Джордан является опытным боксёром.

## Вне комиксов

### Телевидение

Райан Рейнольдс в роли Хэла Джордана в фильме «Зелёный Фонарь»

- Хэл Джордан первый раз появился в 1967 году в мультсериале «Superman/Aquaman Hour of Adventure», где был одним из членов Лиги Справедливости Америки.
- Был в качестве приглашенного героя в мультсериале «SuperFriends», а также вместе с Синестро в «Вызове Супердрузей». В одном из эпизодов рассказывается о происхождении Хэла, где Абин Сур передает ему своё кольцо.
- Был показан в 2003 году в мультсериале «Дак Доджерс» в серии «The Green Loontern», где Доджерс случайно находит кольцо и надевает его и попадает в Корпус Зелёных Фонарей, где борется с Синестро.
- В анимационном мультсериале «Супермен» (англ. «Superman The Animated Series»), в эпизоде «In Brightest Day» третьего сезона имя Хэла Джордона можно увидеть на самолёте, в который врезается Кайл Райнер в ходе битвы с Синестро.
- Хэл Джордан появился в мультсериале «Лига Справедливости: Без границ», в эпизоде The Once and Future Thing Part 2 когда время изменилось, Джон Стюарт был заменен на Хэла Джордана, которого озвучил Адам Болдуин.
- В финале 4 сезона мультсериала «Бэтмен» появилась Лига Справедливости, в составе которой был Хэл. А также в нескольких сериях 5 сезона.
- В мультсериале «Бэтмен: отважный и смелый», Джордан появился в эпизоде «The Eyes of Despero!» и в эпизоде «Scorn of the Star Sapphire!» был озвучен Лоренсом Лестером.
- Хэл и Джон Стюарт появляются в трёх эпизодах в качестве членов Лиги Справедливости в мультсериале «Юная Лига Справедливости».[4]
- Является одним из главных персонажей мультсериала «Зелёный Фонарь»[5].
- В 22 серии телесериала «Флэш» действие происходит на аэродроме компании «Фэррис». Барри Аллен упоминает, что аэродром закрыли после пропажи пилота-испытателя, что является прямой отсылкой к Хэлу Джордану и не исключает его появление в этой телевизионной вселенной. Позднее в 1-й серии 4-го сезона сериала «Стрела», являющегося частью одной с «Флэшем» киновселенной, в кадре на мгновение появился человек в зелёной куртке с ярлыком-фамилией «Jordan», при этом показывался флэшбек Оливера Куина в Кост-Сити за 2 года до начала событый «Стрелы». Во 2-м сезоне 13-й серии Флэша в телефоне на быстром наборе на Земле 2 было имя Хэл.
- Появляется в мультфильме «Зелёный Фонарь: Берегись моей силы».

### Кино
- В 1979 году в двух мини-сериях фильма «Легенды Супергероев» роль Хэла Джордана сыграл Говард Мелфи
- Джордан стал одним из главных персонажей полнометражного анимационного фильма «Лига Справедливости: Новый барьер», где его озвучивал актёр Дэвид Борианаз.
- Анимационный фильм «Зелёный Фонарь: Первый полёт» рассказывает о становлении Хэла Джордана как супергероя. В фильме его озвучил Кристофер Мелони
- Нолан Норт был голосом Джордана в анимационном фильме «Лига Справедливости: Кризис двух миров»
- Хэл стал одним из главных героев в мультфильме «Лига Справедливости: Гибель» 2012 года.
- В полнометражном анимационном фильме «Зелёный Фонарь: Изумрудные рыцари», выход которого состоялся 7 июня 2011 года, Хэла Джордана озвучил Нейтан Филлион.
- В полнометражном фильме «Зелёный Фонарь», который вышел в июне 2011 года, роль Хэла Джордана исполнил актёр Райан Рейнольдс. Фильм рассказывает о становлении Хэла в качестве супергероя и о его борьбе с космическим паразитом Параллаксом.
- Джордан появился в мультфильме 2013 года «Лига Справедливости: Парадокс источника конфликта». В начале фильма он предстаёт Зелёным Фонарём, но после в «новой» вселенной, созданной Барри Алленом он является обычным пилотом ВВС США. Джордан был отправлен для бомбардировки крейсеров Аквамена, в результате чего погиб.
- Хэл Джордан один из главных героев в мультфильме «Лига Справедливости: Война», который вышел в 2014 году и в его продолжении «Лига Справедливости: Трон Атлантиды».
- Появляется в мультфильме 2021 года «Несправедливость».

### Видеоигры
- Хэл Джордан — открываемый играбельный персонаж в игре Justice League Heroes.
- Играбельный персонаж в Mortal Kombat vs. DC Universe.
- Присутствует в игре Batman: The Brave and the Bold – The Videogame. В версии для Nintendo Wii, Хэла можно призывать как помощника, чтобы очистить экран от врагов. В версии для Nintendo DS, Хэл является играбельным персонажем.
- Хэла Джордана можно встретить в DC Universe Online. Также он является играбельным персонажем в PvP-режиме Legends.
- Главный герой игры Green Lantern: Rise of the Manhunters, созданной по фильму «Зелёный Фонарь».
- Играбельный персонаж в играх Lego Batman 2: DC Super Heroes.
- Играбельный персонаж в игре Injustice: Gods Among Us. В игре он представлен как Зелёный Фонарь (из оригинальной вселенной) и как Жёлтый Фонарь.
- Играбельный персонаж в MOBA-игре Infinite Crisis.
- Играбельный персонаж в Justice League: Earth's Final Defense.
- Играбельный персонаж в Lego Batman 3: Beyond Gotham.
- Играбельный персонаж в игре Injustice 2.